# Elefántcsontparti labdarúgó-válogatott
Az elefántcsontparti labdarúgó-válogatott - avagy becenevükön Les Éléphants, azaz Az elefántok - Elefántcsontpart nemzeti csapata, melyet az elefántcsontparti labdarúgó-szövetség (franciául: Fédération Ivoirienne de Football) irányít. A jelenkor labdarúgásának az egyik legjobb afrikai nemzeti tizenegyes, amely 1992-ben, és 2015-ben megnyerte az afrikai nemzetek kupáját, 2006-ban első alkalommal volt résztvevője a labdarúgó-világbajnokság mezőnyének. A magyar válogatottal ezidáig egyszer találkoztak, 2016 május 20-án Budapesten 0-0-s döntetlent játszott a két csapat.

## Története
Az elefántcsontparti labdarúgó-válogatott első mérkőzését Dahomey (Benin) ellen játszotta 1960. április 13-án. 1961. december 21-én 11–0-ra legyőzték a közép-afrikai köztársaság csapatát, ami a legnagyobb arányú győzelmüknek számít. Miután függetlenné váltak Franciaországtól részt vettek az 1963-as és az 1965-ös afrikai nemzetek kupáján és mindkétszer bronzérmet szereztek. Az 1970-es tornán a negyedik helyen végeztek, 1974-ben pedig nem jutottak tovább a csoportból. Az 1978-as tornára kijutottak, de kizárták őket egy játékos jogosulatlan szerepeltetése miatt. 1984-ban Elefántcsoporton rendezték az afrikai nemzetek kupáját, de nem sikerült továbbjutniuk a csoportból. 1986-ban a harmadik helyet szerezték meg, miután legyőzték Marokkót 3–2-re a bronzmérkőzésen.
Az 1992-es afrikai nemzetek kupáján a csoportkörben 3–0-ra legyőzték Algériát és 0–0-ás döntetlent játszottak Kongóval. A negyeddöntőben hosszabbításban győztek 1–0-ra Zambia ellen, az elődöntőben Kamerunt győzték le büntetőkkel 3–1-re. A döntőben Ghánával találkoztak és büntetőrúgásokkal nyertek 11–10-re, ami azóta is rekordnak számít. Tornagyőzelmüknek köszönhetően részt vettek az 1992-es konföderációs kupán, ahol Argentínától 4–0-ra, az Egyesült Államoktól 5–2-re kaptak ki.
2005 októberében kijutottak a 2006-os világbajnokságra, ahol Argentínával, Hollandiával és Szerbia és Montenegróval szerepeltek egy csoportban. Argentína ellen 2–1-re elveszítették az első mérkőzésüket, ahol Didier Drogba révén megszerezték első világbajnoki góljukat. Hollandiától szintén 2–1-re kaptak ki, amivel két fordulót követően eldőlt, hogy nem juthatnak tovább. Szerbia és Montenegró ellen 2–0-ás hátrányba kerültek, de Aruna Dindane duplájával sikerült egyenlíteniük, majd Bonaventure Kalou 86. percben értékesített büntetőjével megnyerték a találkozót 3–2-re.
A 2010-es világbajnokságon Portugália ellen 0–0-ás döntetlennel kezdték a tornát. A folytatásban Brazíliától 3–1-re kaptak ki. Az utolsó körben Észak-Koreával találkoztak és Yaya Touré, Ndri Romaric és Salomon Kalou góljával 3–0-ra győztek, de ez nem volt elég a továbbjutáshoz.
A 2014-es világbajnokságon Japán, Kolumbia és Görögország társaságában a C csoportban szerepeltek. Az első találkozón Wilfried Bony és Gervinho találatának köszönhetően 2–1-re legyőzték Japánt. A Kolumbia és a Görögország elleni találkozókat 2–1-re elveszítették. Előbbin Gervinho, utóbbin Bony volt eredményes az elefántcsontpartiak részéről.
A 2015-ös afrikai nemzetek kupáján Hervé Renard irányításával a csoportkörben 1–1-es döntetlent játszottak Guineával és Malival, Kamerunt pedig 1–0-ra legyőzték. A negyeddöntőben Bony duplájával és Gervinho góljával 3–1-ra verték Algériát, az elődöntőben Yaya Touré, Gervinho és Wilfried Kanon góljával szintén 3–1-re győzték le a Kongói DK csapatát és jutottak be a döntőbe, ahol Ghánával találkoztak. A rendes játékidőben és a hosszabbítást követően sem született gól, így következtek a büntetőrúgások, ami 9–8-ra megnyertek az elefántcsontpartiak. Ezzel megszerezték történetük második Afrika-kupa győzelmüket.

## Nemzetközi eredmények
Afrikai nemzetek kupája :
- Aranyérmes: 2 alkalommal (1992, 2015 )
- Ezüstérmes: 2 alkalommal (2006, 2012)
- Bronzérmes: 4 alkalommal (1965, 1968, 1986, 1994)

Konföderációs kupa :
- 'Negyedik helyezett: 1 alkalommal (1992)

Afro-ázsiai nemzetek kupája :
- Ezüstérmes: 1 alkalommal (1993)

CEDEAO-kupa :
- Aranyérmes: 3 alkalommal (1983, 1987, 1999)
- Ezüstérmes: 1 alkalommal (1985)
- Bronzérmes: 1 alkalommal (1990)

### Világbajnoki szereplés
| Év       | Eredmény                 | Helyezés                 | M                        | GY                       | D                        | V                        | RG                       | KG                       |
| -------- | ------------------------ | ------------------------ | ------------------------ | ------------------------ | ------------------------ | ------------------------ | ------------------------ | ------------------------ |
| 1930     | Franciaország része volt | Franciaország része volt | Franciaország része volt | Franciaország része volt | Franciaország része volt | Franciaország része volt | Franciaország része volt | Franciaország része volt |
| 1934     | Franciaország része volt | Franciaország része volt | Franciaország része volt | Franciaország része volt | Franciaország része volt | Franciaország része volt | Franciaország része volt | Franciaország része volt |
| 1938     | Franciaország része volt | Franciaország része volt | Franciaország része volt | Franciaország része volt | Franciaország része volt | Franciaország része volt | Franciaország része volt | Franciaország része volt |
| 1950     | Franciaország része volt | Franciaország része volt | Franciaország része volt | Franciaország része volt | Franciaország része volt | Franciaország része volt | Franciaország része volt | Franciaország része volt |
| 1954     | Franciaország része volt | Franciaország része volt | Franciaország része volt | Franciaország része volt | Franciaország része volt | Franciaország része volt | Franciaország része volt | Franciaország része volt |
| 1958     | Franciaország része volt | Franciaország része volt | Franciaország része volt | Franciaország része volt | Franciaország része volt | Franciaország része volt | Franciaország része volt | Franciaország része volt |
| 1962     | Nem indult               | Nem indult               | Nem indult               | Nem indult               | Nem indult               | Nem indult               | Nem indult               | Nem indult               |
| 1966     | Nem indult               | Nem indult               | Nem indult               | Nem indult               | Nem indult               | Nem indult               | Nem indult               | Nem indult               |
| 1970     | Nem indult               | Nem indult               | Nem indult               | Nem indult               | Nem indult               | Nem indult               | Nem indult               | Nem indult               |
| 1974     | Nem jutott be            | Nem jutott be            | Nem jutott be            | Nem jutott be            | Nem jutott be            | Nem jutott be            | Nem jutott be            | Nem jutott be            |
| 1978     | Nem jutott be            | Nem jutott be            | Nem jutott be            | Nem jutott be            | Nem jutott be            | Nem jutott be            | Nem jutott be            | Nem jutott be            |
| 1982     | Nem indult               | Nem indult               | Nem indult               | Nem indult               | Nem indult               | Nem indult               | Nem indult               | Nem indult               |
| 1986     | Nem jutott be            | Nem jutott be            | Nem jutott be            | Nem jutott be            | Nem jutott be            | Nem jutott be            | Nem jutott be            | Nem jutott be            |
| 1990     | Nem jutott be            | Nem jutott be            | Nem jutott be            | Nem jutott be            | Nem jutott be            | Nem jutott be            | Nem jutott be            | Nem jutott be            |
| 1994     | Nem jutott be            | Nem jutott be            | Nem jutott be            | Nem jutott be            | Nem jutott be            | Nem jutott be            | Nem jutott be            | Nem jutott be            |
| 1998     | Nem jutott be            | Nem jutott be            | Nem jutott be            | Nem jutott be            | Nem jutott be            | Nem jutott be            | Nem jutott be            | Nem jutott be            |
| 2002     | Nem jutott be            | Nem jutott be            | Nem jutott be            | Nem jutott be            | Nem jutott be            | Nem jutott be            | Nem jutott be            | Nem jutott be            |
| 2006     | Csoportkör               | 19.                      | 3                        | 1                        | 0                        | 2                        | 5                        | 6                        |
| 2010     | Csoportkör               | 17.                      | 3                        | 1                        | 1                        | 1                        | 4                        | 3                        |
| 2014     | Csoportkör               | 21.                      | 3                        | 1                        | 0                        | 2                        | 4                        | 5                        |
| 2018     | Nem jutott be            | Nem jutott be            | Nem jutott be            | Nem jutott be            | Nem jutott be            | Nem jutott be            | Nem jutott be            | Nem jutott be            |
| 2022     | Nem jutott be            | Nem jutott be            | Nem jutott be            | Nem jutott be            | Nem jutott be            | Nem jutott be            | Nem jutott be            | Nem jutott be            |
| Összesen | Csoportkör               | 3/22                     | '9                       | 3                        | 1                        | 5                        | 13                       | 14                       |

### Afrikai nemzetek kupája-szereplés
| Afrikai nemzetek kupája szereplés | Afrikai nemzetek kupája szereplés | Afrikai nemzetek kupája szereplés | Afrikai nemzetek kupája szereplés | Afrikai nemzetek kupája szereplés | Afrikai nemzetek kupája szereplés | Afrikai nemzetek kupája szereplés | Afrikai nemzetek kupája szereplés | Afrikai nemzetek kupája szereplés |
| Év                                | Eredmény                          | Helyezés                          | M                                 | Gy                                | D*                                | V                                 | RG                                | KG                                |
| --------------------------------- | --------------------------------- | --------------------------------- | --------------------------------- | --------------------------------- | --------------------------------- | --------------------------------- | --------------------------------- | --------------------------------- |
| 1957                              | Franciaország része volt          | Franciaország része volt          | Franciaország része volt          | Franciaország része volt          | Franciaország része volt          | Franciaország része volt          | Franciaország része volt          | Franciaország része volt          |
| 1959                              | Franciaország része volt          | Franciaország része volt          | Franciaország része volt          | Franciaország része volt          | Franciaország része volt          | Franciaország része volt          | Franciaország része volt          | Franciaország része volt          |
| 1962                              | Nem tagja a CAF-nak               | Nem tagja a CAF-nak               | Nem tagja a CAF-nak               | Nem tagja a CAF-nak               | Nem tagja a CAF-nak               | Nem tagja a CAF-nak               | Nem tagja a CAF-nak               | Nem tagja a CAF-nak               |
| 1963                              | Nem tagja a CAF-nak               | Nem tagja a CAF-nak               | Nem tagja a CAF-nak               | Nem tagja a CAF-nak               | Nem tagja a CAF-nak               | Nem tagja a CAF-nak               | Nem tagja a CAF-nak               | Nem tagja a CAF-nak               |
| 1965                              | Bronzérmes                        | 3.                                | 3                                 | 2                                 | 0                                 | 1                                 | 5                                 | 4                                 |
| 1968                              | Bronzérmes                        | 3.                                | 5                                 | 3                                 | 1                                 | 1                                 | 9                                 | 6                                 |
| 1970                              | Negyedik hely                     | 4.                                | 5                                 | 2                                 | 1                                 | 2                                 | 11                                | 9                                 |
| 1972                              | Nem jutott be                     | Nem jutott be                     | Nem jutott be                     | Nem jutott be                     | Nem jutott be                     | Nem jutott be                     | Nem jutott be                     | Nem jutott be                     |
| 1974                              | Csoportkör                        | 7.                                | 3                                 | 0                                 | 1                                 | 2                                 | 2                                 | 5                                 |
| 1976                              | Nem jutott be                     | Nem jutott be                     | Nem jutott be                     | Nem jutott be                     | Nem jutott be                     | Nem jutott be                     | Nem jutott be                     | Nem jutott be                     |
| 1978                              | Kizárták                          | Kizárták                          | Kizárták                          | Kizárták                          | Kizárták                          | Kizárták                          | Kizárták                          | Kizárták                          |
| 1980                              | Csoportkör                        | 6.                                | 3                                 | 0                                 | 2                                 | 1                                 | 2                                 | 3                                 |
| 1982                              | Nem indult                        | Nem indult                        | Nem indult                        | Nem indult                        | Nem indult                        | Nem indult                        | Nem indult                        | Nem indult                        |
| 1984                              | Csoportkör                        | 5.                                | 3                                 | 1                                 | 0                                 | 2                                 | 4                                 | 4                                 |
| 1986                              | Bronzérmes                        | 3.                                | 5                                 | 3                                 | 0                                 | 2                                 | 7                                 | 5                                 |
| 1988                              | Csoportkör                        | 6.                                | 3                                 | 0                                 | 3                                 | 0                                 | 2                                 | 2                                 |
| 1990                              | Csoportkör                        | 6.                                | 3                                 | 1                                 | 0                                 | 2                                 | 3                                 | 5                                 |
| 1992                              | Aranyérmes                        | 1.                                | 5                                 | 2                                 | 3                                 | 0                                 | 4                                 | 0                                 |
| 1994                              | Bronzérmes                        | 3.                                | 5                                 | 3                                 | 1                                 | 1                                 | 11                                | 5                                 |
| 1996                              | Csoportkör                        | 11.                               | 3                                 | 1                                 | 0                                 | 2                                 | 2                                 | 5                                 |
| 1998                              | Negyeddöntő                       | 7.                                | 4                                 | 2                                 | 2                                 | 0                                 | 10                                | 6                                 |
| 2000                              | Csoportkör                        | 9.                                | 3                                 | 1                                 | 1                                 | 1                                 | 3                                 | 4                                 |
| 2002                              | Csoportkör                        | 16.                               | 3                                 | 0                                 | 1                                 | 2                                 | 1                                 | 4                                 |
| 2004                              | Nem jutott be                     | Nem jutott be                     | Nem jutott be                     | Nem jutott be                     | Nem jutott be                     | Nem jutott be                     | Nem jutott be                     | Nem jutott be                     |
| 2006                              | Ezüstérmes                        | 2.                                | 6                                 | 3                                 | 2                                 | 1                                 | 6                                 | 5                                 |
| 2008                              | Negyedik hely                     | 4.                                | 6                                 | 4                                 | 0                                 | 2                                 | 16                                | 9                                 |
| 2010                              | Negyeddöntő                       | 8.                                | 3                                 | 1                                 | 1                                 | 1                                 | 5                                 | 4                                 |
| 2012                              | Ezüstérmes                        | 2.                                | 6                                 | 5                                 | 1                                 | 0                                 | 9                                 | 0                                 |
| 2013                              | Negyeddöntő                       | 5.                                | 4                                 | 2                                 | 1                                 | 1                                 | 8                                 | 5                                 |
| 2015                              | Aranyérmes                        | 1.                                | 6                                 | 3                                 | 3                                 | 0                                 | 9                                 | 4                                 |
| 2017                              | Csoportkör                        | 11.                               | 3                                 | 0                                 | 2                                 | 2                                 | 2                                 | 3                                 |
| 2019                              | Negyeddöntő                       | 5.                                | 5                                 | 3                                 | 1                                 | 1                                 | 7                                 | 3                                 |
| 2021                              | Nyolcaddöntő                      | 10.                               | 4                                 | 2                                 | 2                                 | 0                                 | 6                                 | 3                                 |
| 2023                              | Rendező                           | Rendező                           | Rendező                           | Rendező                           | Rendező                           | Rendező                           | Rendező                           | Rendező                           |
| Összesen                          | 2 aranyérem                       | 24/33                             | 99                                | 44                                | 29                                | 26                                | 144                               | 103                               |

*Beleértve az egyeneses kieséses szakaszban elért döntetleneket is.

### Konföderációs kupa-szereplés
| Konföderációs kupa szereplés | Konföderációs kupa szereplés | Konföderációs kupa szereplés | Konföderációs kupa szereplés | Konföderációs kupa szereplés | Konföderációs kupa szereplés | Konföderációs kupa szereplés | Konföderációs kupa szereplés | Konföderációs kupa szereplés |               |
| Év                           | Eredmény                     | Helyezés                     | M                            | Gy                           | D*                           | V                            | RG                           | KG                           |               |
| ---------------------------- | ---------------------------- | ---------------------------- | ---------------------------- | ---------------------------- | ---------------------------- | ---------------------------- | ---------------------------- | ---------------------------- | ------------- |
| 1992                         | Negyedik hely                | 4.                           | 2                            | 0                            | 0                            | 2                            | 2                            | 9                            |               |
| 1995                         | Nem jutott be                | Nem jutott be                | Nem jutott be                | Nem jutott be                | Nem jutott be                | Nem jutott be                | Nem jutott be                | Nem jutott be                | Nem jutott be |
| 1997                         | Nem jutott be                | Nem jutott be                | Nem jutott be                | Nem jutott be                | Nem jutott be                | Nem jutott be                | Nem jutott be                | Nem jutott be                | Nem jutott be |
| 1999                         | Nem jutott be                | Nem jutott be                | Nem jutott be                | Nem jutott be                | Nem jutott be                | Nem jutott be                | Nem jutott be                | Nem jutott be                | Nem jutott be |
| 2001                         | Nem jutott be                | Nem jutott be                | Nem jutott be                | Nem jutott be                | Nem jutott be                | Nem jutott be                | Nem jutott be                | Nem jutott be                | Nem jutott be |
| 2003                         | Nem jutott be                | Nem jutott be                | Nem jutott be                | Nem jutott be                | Nem jutott be                | Nem jutott be                | Nem jutott be                | Nem jutott be                | Nem jutott be |
| 2005                         | Nem jutott be                | Nem jutott be                | Nem jutott be                | Nem jutott be                | Nem jutott be                | Nem jutott be                | Nem jutott be                | Nem jutott be                | Nem jutott be |
| 2009                         | Nem jutott be                | Nem jutott be                | Nem jutott be                | Nem jutott be                | Nem jutott be                | Nem jutott be                | Nem jutott be                | Nem jutott be                | Nem jutott be |
| 2013                         | Nem jutott be                | Nem jutott be                | Nem jutott be                | Nem jutott be                | Nem jutott be                | Nem jutott be                | Nem jutott be                | Nem jutott be                | Nem jutott be |
| 2017                         | Nem jutott be                | Nem jutott be                | Nem jutott be                | Nem jutott be                | Nem jutott be                | Nem jutott be                | Nem jutott be                | Nem jutott be                | Nem jutott be |
| Összesen                     | Csoportkör                   | 1/10                         | 2                            | 0                            | 0                            | 2                            | 2                            | 9                            |               |

## Játékosok

### A legtöbb válogatottsággal rendelkező játékosok
Az adatok 2022. november 19. állapotoknak felelnek meg.
- A még aktív játékosok (félkövérrel) vannak megjelölve.

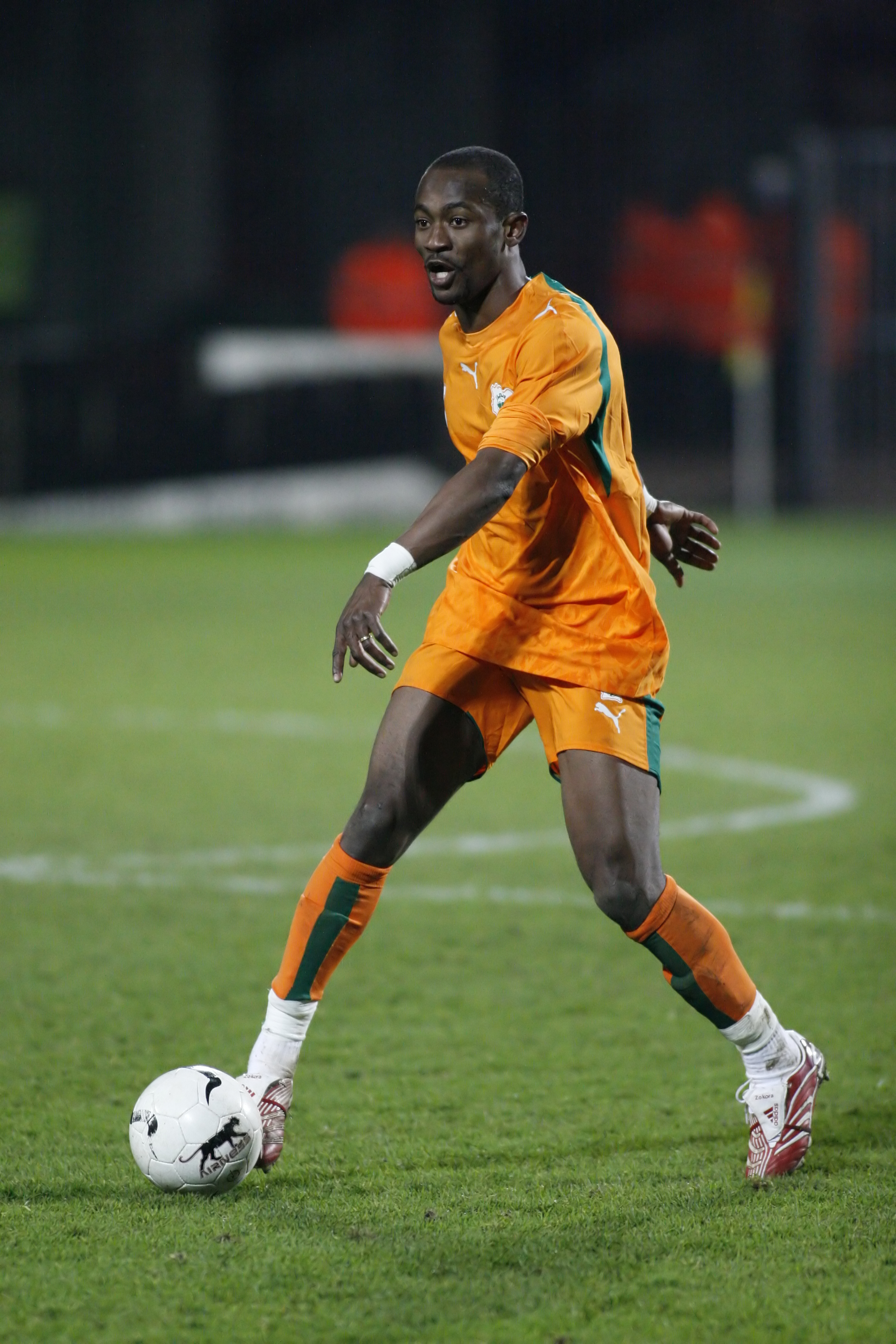
Didier Zokora a válogatottsági rekorder 123 mérkőzéssel.

| Rank | Játékos          | Mérkőzés | Gólok | Időszak   |
| ---- | ---------------- | -------- | ----- | --------- |
| 1    | Didier Zokora    | 123      | 1     | 2000–2014 |
| 2    | Kolo Touré       | 120      | 7     | 2000–2015 |
| 3    | Didier Drogba    | 105      | 65    | 2002–2014 |
| 4    | Yaya Touré       | 102      | 19    | 2004–2015 |
| 5    | Max Gradel       | 101      | 17    | 2011–     |
| 6    | Siaka Tiéné      | 100      | 2     | 2000–2015 |
| 7    | Salomon Kalou    | 96       | 27    | 2007–2017 |
| 8    | Abdoulaye Traoré | 90       | 49    | 1984–1996 |
| 9    | Arthur Boka      | 88       | 1     | 2004–2015 |
| 9    | Gervinho         | 88       | 23    | 2007–     |

### A válogatottban legtöbb gólt szerző játékosok
Az adatok 2022. november 19. állapotoknak felelnek meg.
- A még aktív játékosok (félkövérrel) vannak megjelölve.

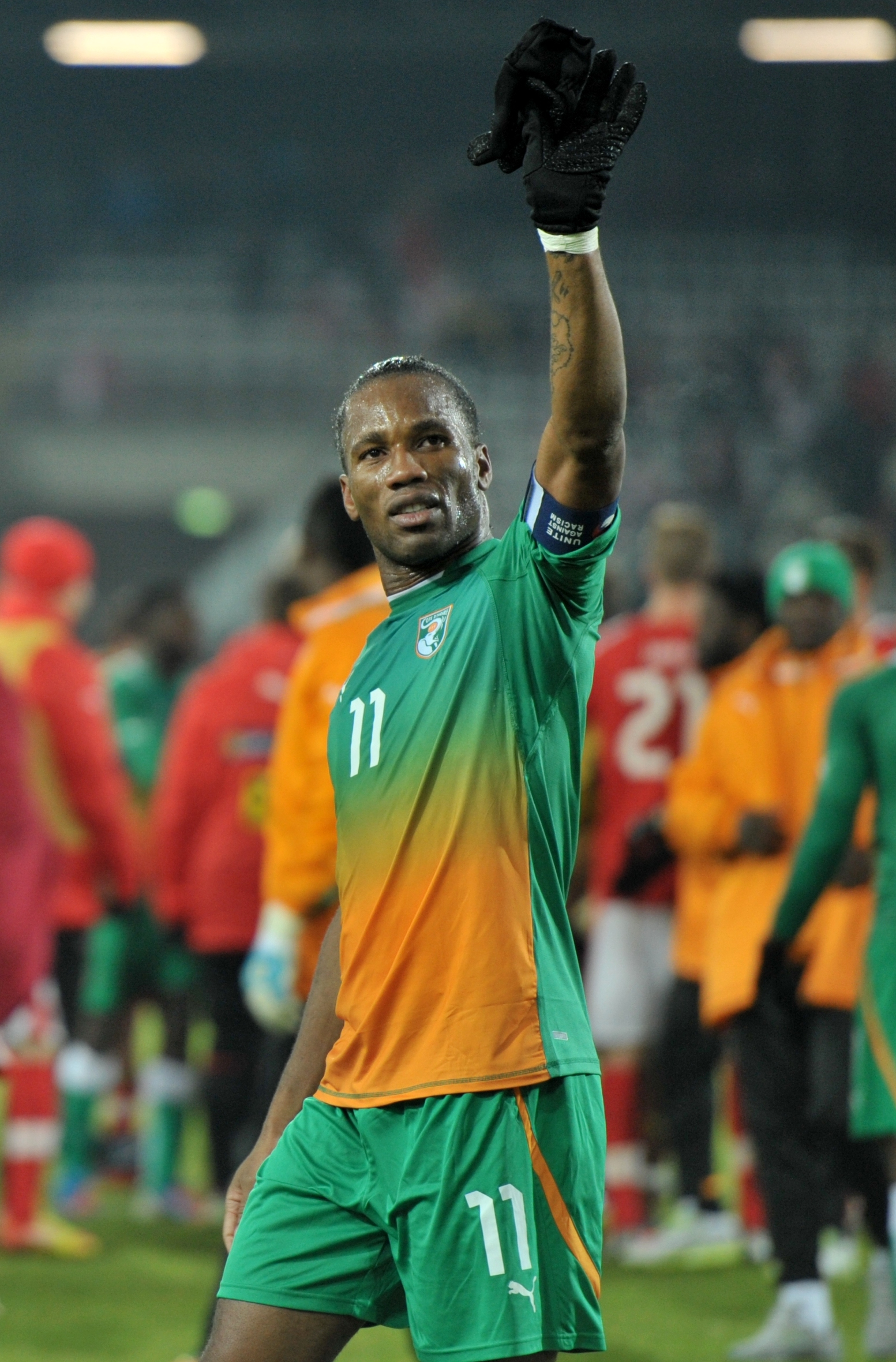
Didier Drogba a válogatott történetének legeredményesebb játékosa 65 góllal.

| #  | Játékos           | Gólok | Mérkőzés | Arány | Időszak   |
| -- | ----------------- | ----- | -------- | ----- | --------- |
| 1  | Didier Drogba     | 65    | 105      | 0.62  | 2002–2014 |
| 2  | Abdoulaye Traoré  | 49    | 90       | 0.54  | 1984–1996 |
| 3  | Djohan Tiéhi      | 28    | 50       | 0.56  | 1985–1999 |
| 4  | Salomon Kalou     | 27    | 96       | 0.28  | 2007–2017 |
| 5  | Gervinho          | 23    | 88       | 0.26  | 2007–     |
| 6  | Ibrahima Bakayoko | 22    | 39       | 0.56  | 1996–2002 |
| 7  | Laurent Pokou     | 21    | 30       | 0.7   | 1967–1980 |
| 8  | Yaya Touré        | 19    | 102      | 0.19  | 2004–2015 |
| 9  | Aruna Dindane     | 18    | 62       | 0.29  | 2000–2010 |
| 10 | Wilfried Bony     | 17    | 58       | 0.29  | 2010–2019 |

### Híresebb játékosok
- Arthur Boka, az RC Strasbourg, a VfB Stuttgart egykori, és a Málaga CF jelenlegi játékosa.
- Didier Drogba, a Chelsea FC egykori a Montreal Impact jelenlegi UEFA-bajnokok ligája győztes csatára. A legeredményesebb és leghíresebb elefántcsontparti labdarúgó.
- Yaya Touré, a Manchester City egykori középpályása.
- Kolo Touré, az Celtic középhátvédje.
- Emmanuel Eboué, a Sunderland jobbszélsője.
- Didier Zokora, a legtöbbször válogatott elefántcsontparti labdarúgó.
- Salomon Kalou, a Chelsea egykori, a Hertha BSC jelenlegi csatára.
- Arouna Koné, a PSV Eindhoven és a Sevilla egykori, az Everton jelenlegi csatára.
- Gervinho, az Arsenal, és a Roma egykori, a kínai Hebei jelenlegi csatára.
- Cheick Tioté, a Newcastle United középpályása.
- Siaka Tiéné, a Montpellier hátvédje.
- Bakari Koné, a Marseille egykori játékosa.
- Laurent Pokou, az 1968-as és az 1970-es afrikai nemzetek kupája második helyezett elefántcsontparti gólszerzője.
- Alain Gouaméné, Elefántcsontpart legtöbbször válogatott kapusa, aki 24 Afrikai Nemzetek Kupája-mérkőzéssel és 7 kontinensviadalon való részvételével csúcstartó.
- Aruna Dindane, a 2006-os labdarúgó-világbajnokság legeredményesebb elefántcsontparti labdarúgója.
- Bonaventure Kalou, a Feyenoord, az Auxerre és a PSG egykori játékosa.
- Ibrahima Bakayoko, az Marseille és a Livorno egykori csatára.
- Eric Bailly, a Manchester United hátvédje.

## Érdekesség
Elefántcsontpart két alkalommal is 24 tizenegyest számláló büntetőpárbajt vívott, mindkétszer az afrikai kontinensviadalon: 1992-es afrikai nemzetek kupája döntőjében Ghána ellen 11-10-es arányban, míg a 2006-os afrikai nemzetek kupája negyeddöntőjében Kamerun ellen 12-11-es arányban bizonyultak jobbnak.